# Filosofisch scepticisme
Het filosofisch scepticisme is de filosofische stroming die stelt dat de menselijke geest van nature onbekwaam is om iets met zekerheid te weten. De basis van dit scepticisme wordt gevonden bij de klassieke filosoof Pyrrho van Elis (360 - 275 v.Chr.). Deze stelde dat doordat onze premissen zijn gebaseerd op andere premissen, we niets zeker kunnen weten en de betrouwbaarheid van alles in twijfel getrokken dient te worden. Ook moeten we voortdurend op onze oordelen reflecteren. Het pyrronisme constateert dat voor elkaar tegensprekende wijsgerige systemen goede argumenten lijken te bestaan. De enige aanvaardbare houding is dus de oordeelsonthouding (epochè).

## Oudheid
Reeds vroeg in de geschiedenis van de Griekse filosofie kwam twijfel op aan de betrouwbaarheid van de menselijke waarneming. Dat leidde logischerwijs tot de vraag hoe betrouwbaar de menselijke kennis is, en of de menselijke kennis aanspraak kan maken op zekerheid.
Verder is door het optreden van de sofisten een relativisme geïntroduceerd, dat ook een voedingsbodem is geweest voor het scepticisme. Men denke bijvoorbeeld aan Protagoras' uitspraak: De mens is de maat van alle dingen, of aan de boutade van Gorgias: Er bestaat niets. - Als er al iets was, zouden wij het niet kunnen kennen. - Als wij dat wel zouden kunnen kennen, dan zouden we het niet kunnen meedelen.

### Eigenlijke Griekse scepticisme

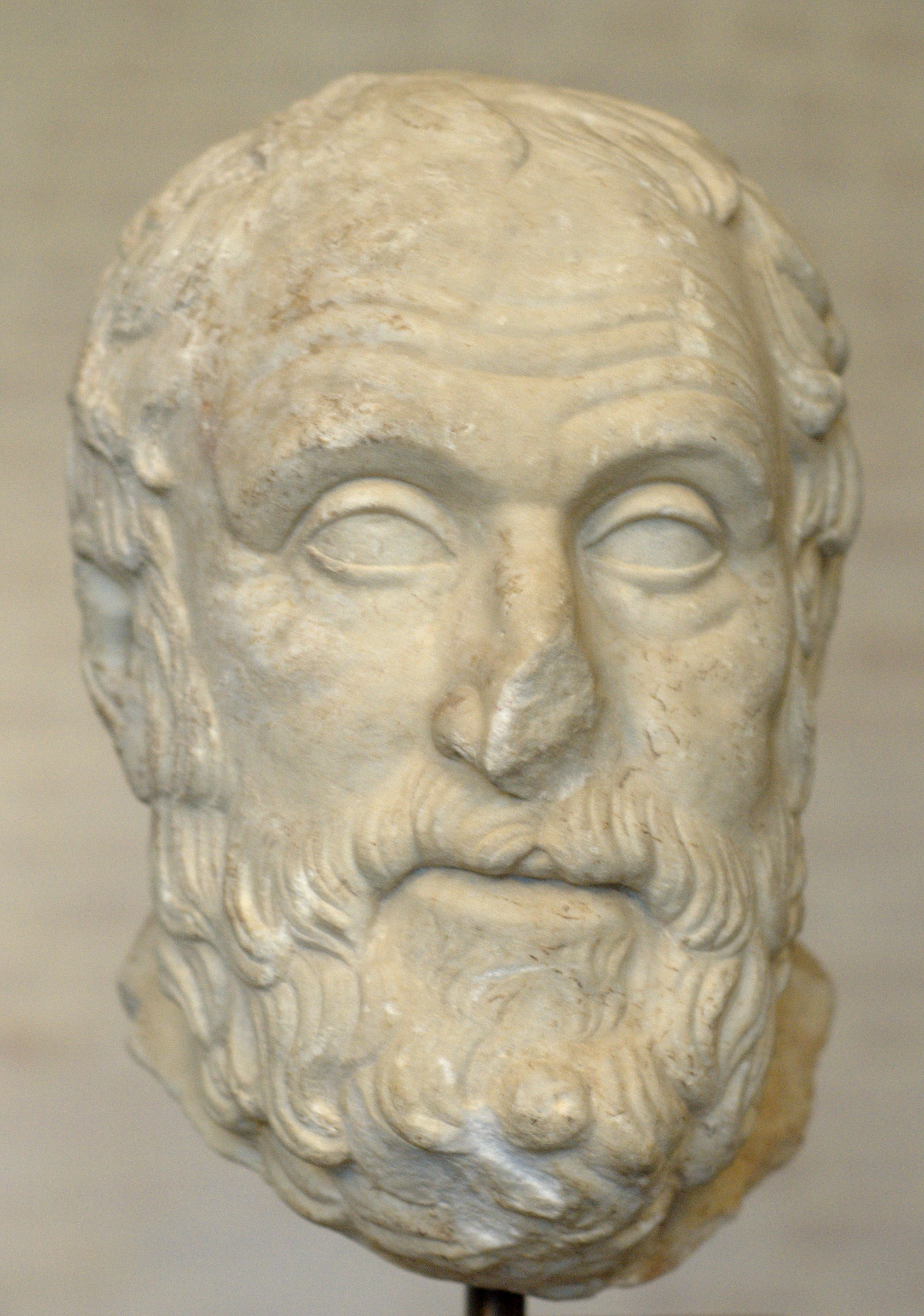
Carneades

Het eigenlijke Griekse scepticisme, voor zover aan ons overgeleverd, kan in vier hoofdstromingen onderverdeeld worden. Veel van de hoofdfiguren van het Griekse scepticisme hebben echter, net als Socrates, niets op schrift gesteld.
a) Het 'praktische' scepticisme van Pyrrho (± 365-275 voor Chr.). Zoals meerdere hellenistische stromingen die opkwamen na Aristoteles was Pyrrho's scepticisme gericht op het bereiken van een gemoedsrust, de onverstoorbaarheid (Gr: ataraxia). Deze wordt bereikt door onder alle omstandigheden ons oordeel op te schorten (Gr: epochè). Men streeft niet langer naarstig naar kennis, erkent dat men het niet weet, hetgeen een soort innerlijke rust tot gevolg heeft.
b) De 'nieuwe' Academie, zogenoemd omdat de belangrijkste figuren hoofd van de door Plato gestichte 'Academie' waren: Arcesilaus van 268-241 v.Chr. en Carneades van 156-129 v.Chr. Zij zetten niet zozeer Plato's werk voort, maar bestreden alle filosofen die in hun ogen 'dogmatisch' waren, dit wil zeggen zij die pretendeerden dat de mens de waarheid kan kennen. Zo bestreden zij de kenleer, de theologie en de opvatting aangaande het noodlot van de Stoïcijnen. (De details van de discussie over het noodlot kennen we met name uit Cicero's werk De Fato.)
Er werd tegen hen ingebracht, dat een sceptisch filosoof in het dagelijks leven nooit handelend zal kunnen optreden. Daar stelde Carneades zich tegen te weer door zijn probabilisme: ook zonder kennis van de waarheid kan de mens handelend optreden, en wel op grond van waarschijnlijkheden. Men kan dit zien als een concessie, want hoe kan men zeggen dat iets waarschijnlijk is, als men tevens zegt niet te weten wat waarheid is? Maar voor Carneades speelt de waarschijnlijkheid uitsluitend binnen de relatie van de mens tot de zintuiglijke indrukken die hij ontvangt. Over de relatie van die indrukken met de daaraan ten grondslag liggende voorwerpen doet hij geen uitspraak.
c) Het 'dialectische' scepticisme, voornamelijk vertegenwoordigd door Aenesidemus (1e eeuw voor Chr.). Aenesidemus is een van die hoofdfiguren die zelf niets op schrift gesteld heeft. Desalniettemin gaat men ervan uit dat hij een arsenaal aan argumenten heeft opgesteld tegen de betrouwbaarheid van de zintuiglijke waarneming (de zgn. tien tropen) en ook acht specifieke tropen gericht tegen het begrip 'causaliteit'.
d) Het 'empirisch' scepticisme, waarvan Menodotus van Nicomedia en Sextus Empiricus, beiden arts, en levend in de 2e eeuw van onze jaartelling, de belangrijkste vertegenwoordigers zijn. Deze vorm van scepticisme dankt zijn naam aan het empirisch handelen van artsen: men baseert zich op de waarneming van het verloop van de ziekte en de eventuele uitwerking van een geneesmiddel, zonder zich te bekommeren om oorzaken.

Deze sceptici hanteren het begrip 'teken'. Maar dan niet zoals dogmatische filosofen dit doen (voor wie er tekens bestaan die verwijzen naar iets dat we niet op een andere manier kennen, bijvoorbeeld God, of atomen), maar minder pretentieus: rook is een teken dat naar brand verwijst, het woord 'Athene' verwijst naar de stad die ik ken.

### Bronnen

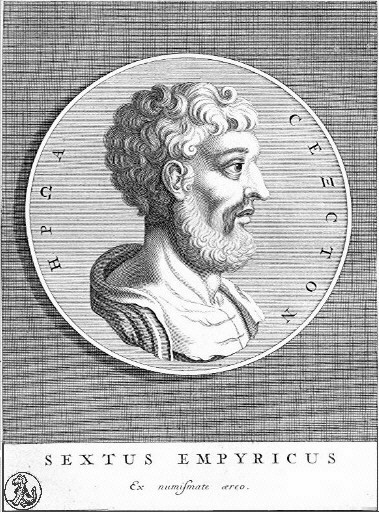
Sextus Empiricus

### Modern scepticisme
De visies van Pyrrho en Carneades zijn later door anderen genuanceerd. De Franse filosoof Michel de Montaigne (1533 - 1592) beschouwt de visie van Pyrrho als een tijdelijke. Ook David Hume (1711 - 1776) zwakt de visie van Pyrrho wat af en stelt dat het enige wat wij kunnen kennen onze eigen ideeën en impressies zijn. Het modern scepticisme is echter voornamelijk tot stand gekomen door het werk van René Descartes (1596 – 1650) die in zijn werk via een radicale twijfel tot zekere kennis wilde komen. Kennis is enkel mogelijk als ze helder en onbetwijfelbaar is en steunt op een vast en onbetwistbaar fundament. Dit standpunt staat bekend als het foundationalisme. Doordat hij hier niet in slaagde heeft hij wel het scepticisme, dus de twijfel of werkelijke kennis überhaupt mogelijk is, op de agenda van de hedendaagse kennistheorie gezet.
Binnen de hedendaagse filosofie wordt anders dan voorheen niet meer gestreefd naar een allesomvattende filosofische theorie en wordt de ambitie van een kennisfundament grotendeels losgelaten. In reactie op de visie die zich sinds Descartes had ontwikkeld, zijn er verscheidene stromingen ontstaan die een antwoord willen bieden op deze problematiek. Zo is er enerzijds het pragmatisme, met onder anderen C.S. Peirce, Wilfrid Sellars en Richard Rorty, die de stelling van het fallibilisme verdedigen: kennis is in principe altijd betwijfelbaar, maar daarom niet onredelijk. In de postmoderne filosofie, met onder anderen Jean-François Lyotard, wordt de ambitie van objectieve en universele kennis opgegeven en neigt men naar een meer relativistisch en contextualistisch standpunt: kennis hangt af van de concrete context. Een ander bekend hedendaagse sceptisch filosoof was Bertrand Russell, die door zijn scepticisme ook een overtuigd agnost was. Een prominente Belgische scepticus was de filosoof Etienne Vermeersch.